# Gustavo Esteva
Gustavo Esteva (20 de agosto de 1936) é um ativista mexicano, "intelectual não-profissional" e fundador da Universidad de la Tierra na cidade mexicana de Oaxaca. Também foi um alto funcionário na administração do presidente Echeverría, e um conselheiro do Exército Zapatista de Libertação Nacional em Chiapas nas negociações com o governo. Trabalha no Centro de Encuentros y Diálogos Interculturales (CEDI) na cidade de Oaxaca, com grupos indígenas e ONGs e tem publicado regularmente em vários jornais.

## Obras selecionadas
- "Regenerating People's space" in Saul H. Mendlovitz e R.B.J. Walker, Towards a Just World Peace. Londres: Butterworths, 1987; pp. 271–298.
- "Tepito: No Thanks, First World" in "In Contex", n. 30, Outono/Inverno 1991
- "Re-embedding Food in Agriculture", in "Culture and Agriculture" [Virgínia, EUA], 48, inverno de 1994
- "From 'Global Thinking' to 'Local Thinking': Reasons to Go beyond Globalization towards Localization", com M.S.Prakash, in "Osterreichische Zeitschirift für Politikwissenschatft", 2, 1995
- "Beyond Development, What?", com M.S. Prakash, in "Development in Practice", Vol. 8, N.3, Ago. 1998.
- "The Zapatistas and People's Power", in "Capital & Class", 68, Verão de 1999.

## Prêmios
- Premio anual de Economía Política do "Colegio Nacional de Economistas" do México (1978)